# Litouwen op het Eurovisiesongfestival 2004
Litouwen nam deel aan het Eurovisiesongfestival 2004 in Istanboel, Turkije. Het was de 5de deelname van het land op het Eurovisiesongfestival. De selectie verliep via een nationale finale. De LRT was verantwoordelijk voor de Litouwse bijdrage voor de editie van 2004.

## Selectieprocedure
De Litouwse omroep koos ervoor om hun kandidaat en lied deze keer via een nationale finale te selecteren.
In totaal deden er 18 artiesten mee aan deze finale.

## In Istanboel
Op het festival in Turkije moest Litouwen optreden als 12de in de halve finale, net na Oekraïne en voor Albanië.
Op het einde van de puntentelling bleek dat ze 26 punten ontvangen hadden en op de 16de plaats eindigden. Dit was niet genoeg om de finale te bereiken.
België en Nederland hadden geen punen over voor deze inzending.

### Gekregen punten

#### Halve Finale
| 12 punten | 10 punten | 8 punten          | 7 punten                    | 6 punten |
| --------- | --------- | ----------------- | --------------------------- | -------- |
|           |           | - Letland         | - Cyprus                    |          |
| 5 punten  | 4 punten  | 3 punten          | 2 punten                    | 1 punt   |
|           |           | - Ierland - Malta | - Griekenland - Wit-Rusland | - Israël |

### Punten gegeven door Litouwen

#### Halve Finale
Punten gegeven in de halve finale:
| 12 punten | Oekraïne             |
| 10 punten | Estland              |
| 8 punten  | Griekenland          |
| 7 punten  | Malta                |
| 6 punten  | Letland              |
| 5 punten  | Nederland            |
| 4 punten  | Cyprus               |
| 3 punten  | Kroatië              |
| 2 punten  | Wit-Rusland          |
| 1 punt    | Servië en Montenegro |

#### Finale
Punten gegeven in de finale:
| 12 punten | Oekraïne             |
| 10 punten | Griekenland          |
| 8 punten  | Rusland              |
| 7 punten  | Polen                |
| 6 punten  | Zweden               |
| 5 punten  | Cyprus               |
| 4 punten  | Malta                |
| 3 punten  | Turkije              |
| 2 punten  | Servië en Montenegro |
| 1 punt    | Duitsland            |